# Route nationale 718
Die Route nationale 718, kurz N 718 oder RN 718, war eine französische Nationalstraße, die von 1933 bis 1973 zwischen Vierzon und einer Kreuzung mit der ehemaligen Nationalstraße 143 nördlich von La Châtre verlief. Ihre Länge betrug 70,5 Kilometer.